# Lembeek
Lembeek es un pueblo parte del municipio de Halle, en la provincia de Brabante Flamenco. Lembeek tiene una superficie de 10,75 km² y contaba para 2004 con unos 7256 habitantes. Lembeek se encuentra a la orilla del río Senne y el canal Bruselas-Charleroi, cerca de la frontera lingüística de Bélgica.
La iglesia de Lembeek es un edificio neogótico del siglo XVI.

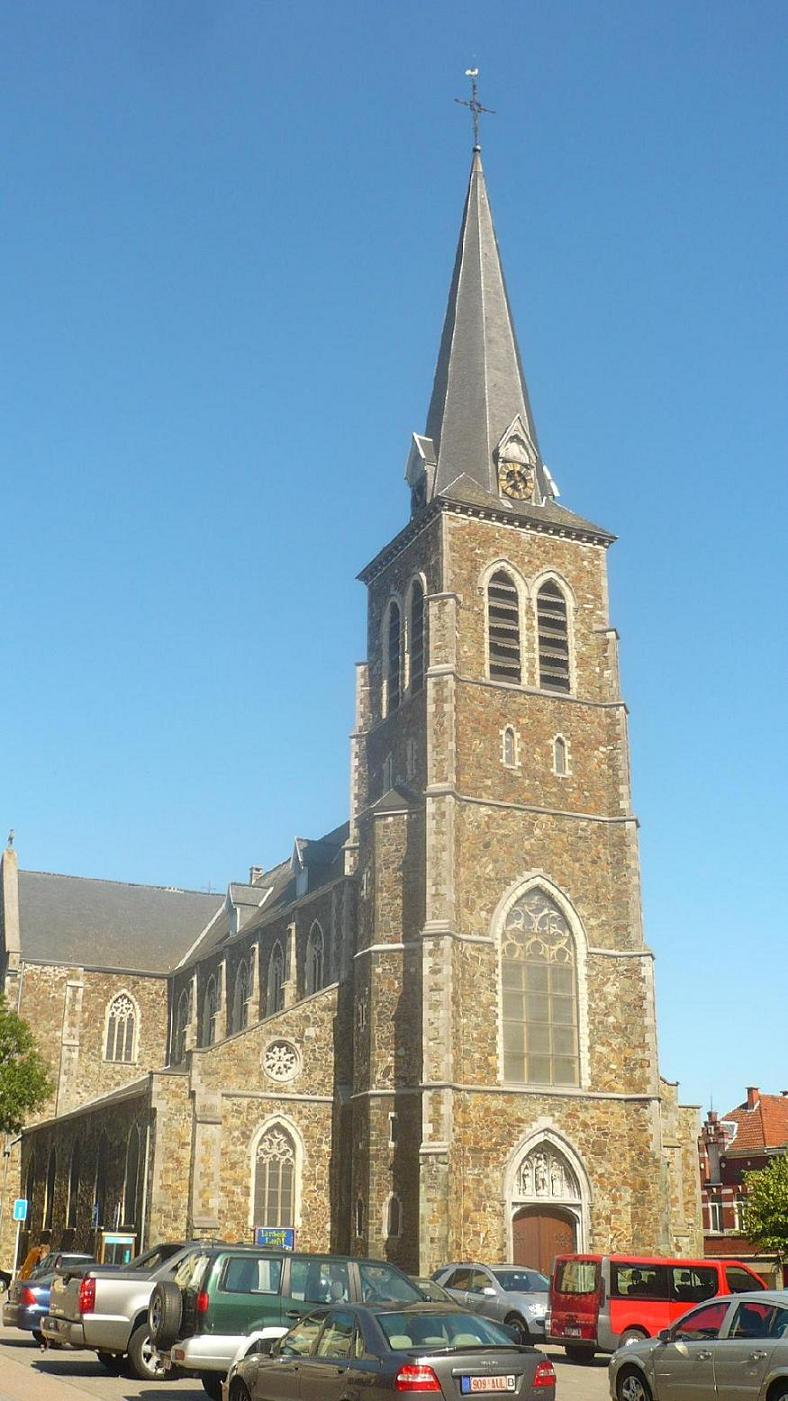
Iglesia de Lembeek

## Población
La población habla neerlandés. El mayor crecimiento poblacional se produjo en el siglo XIX.
- 1846 : 2488 habitantes
- 1910 : 5460 habitantes
- 1961 : 6156 habitantes
- 1970 : 6201 habitantes
- 1976 : 6432 habitantes
- 2004 : 7256 habitantes

## Economía
En Lembeek se halla una cervecería importante, la Brouwerij Boon, que produce cervezas de tipo gueuze y kriek. 
Aun se practica algo de agricultura. Principalmente se cultiva maíz, remolacha azucarera y lino.

## Geografía
Lembeek se halla al sur de la ciudad de Halle, a 50°42' de latitud norte y 4°13' de longitud este. El río Senne corre al oriente del pueblo y la carretera N6 al occidente. Un diez por ciento del área de Lembeek está cubierto por bosque.
El pueblo, de habla neerlandófona, está a escasa distancia de la frontera lingüística entre Flandes y Valonia. La comuna francófona de Tubice se encuentra al sur.

### Transporte
Lembeek puede acceder fácilmente a Halle y a Bruselas a través de la carretera N6 y otras vías menores. El pueblo tiene una estación de tren que lo conecta también con Valonia o Bruselas. Hay un servicio de autobús hacia Halle, la línea 156.

## Historia
La etimología de Leembeek vendría del neerlandés "leem" (loam) y "beek", arrollo. Ya para el siglo XII Lembeek formaba parte de las posesiones del duque de Brabante, Wouter II de Lens, quien entregó la zona en calidad de feudo a Gozewijn de Edingen. Este transfirió el territorio a su vez al duque de Henegouwen, Boudewijn V. Cuando este quiso asegurar el territorio con murallas, se produjo un conflicto de intereses que desembocó en la "Guerra de Lembeek", que finalizó el 20 de agosto de 1194. En ese momento se firmó un acuerdo según el cual Lembeek se convertía en "Ciudad Libre". El territorio fue dividido entre la Casa de Edingen (Henegouwen) y la casa de Gaasbeek (Brabante).
Durante la Segunda Guerra Mundial Lembeek fue núcleo de resistencia en la región. Jóvenes contrabandeaban armas hacia Halle y se organizaban reuniones importantes en los profundos sótanos de Lembeek.

## Procesión de Pascua
La procesión de Pascua en Lembeek tiene una historia de más de setecientos años y tiene lugar el Lunes de Pascua en honor del santo patrón San Verón. La leyenda dice que Verón era el nieto del emperador Carlomagno. Cuando sus padres lo obligaron a casarse en contra de su voluntad, fue a parar en Lembeek, donde vivió una vida sencilla como campesino y murió en 863. Al ocurrir tras su muerte una serie de eventos que no parecían tener explicación, fue declarado santo. El Lunes de Pascua transportan las reliquias enmarcadas en plata en hombros por todo Lembeek en una procesión de unos dieciocho kilómetros. 